# Leonid Bartenev
Leonid Vladimirovič Bartenev (in russo Леонид Владимирович Бартенев?; Poltava, 10 ottobre 1933 – 17 novembre 2021) è stato un velocista sovietico.

## Palmarès
| Anno | Manifestazione  | Sede      | Evento      | Risultato        | Prestazione | Note |
| ---- | --------------- | --------- | ----------- | ---------------- | ----------- | ---- |
| 1954 | Europei         | Berna     | 4×100 m     | Bronzo           | 40"9        |      |
| 1956 | Giochi olimpici | Melbourne | 100 m piani | Quarti di finale | 10"6        |      |
| 1956 | Giochi olimpici | Melbourne | 200 m piani | Quarti di finale | 21"4        |      |
| 1956 | Giochi olimpici | Melbourne | 4×100 m     | Argento          | 39"8        |      |
| 1958 | Europei         | Stoccolma | 4×100 m     | Bronzo           | 40"4        |      |
| 1960 | Giochi olimpici | Roma      | 200 m piani | Quarti di finale | 21"5        |      |
| 1960 | Giochi olimpici | Roma      | 4×100 m     | Argento          | 40"1        |      |